# C20F
C20F är en på flera punkter avvikande tunnelbanevagn av typ C20, tillverkad 2003 och tilldelad individnummer 2000. Vagnskorgen byggdes med den då nya tekniken FICAS.
Vagnskorgen har väggsidor tillverkade i kompositmaterial, en sandwichkonstruktion bestående av en kärna av cellplast täckt på bägge sidor med rostfri stålplåt. Detta gör att väggsidorna är tunnare jämfört med övrig vagnars väggar (cirka 25 mm istället för 100 mm). Därmed blev vagnen något rymligare invändigt (+15 cm) utan att den yttre profilen ändrats.
Vagnen fick även klimatanläggning i både förarhytten och passagerarutrymmet, det vill säga luften kan inte bara värmas utan även kylas, något som är speciellt viktigt heta sommardagar. Utvändigt avviker C20F genom att den har släta vagnssidor istället för korrugerade, som övriga C20.
C20F trafikerar främst gröna linjen i Stockholms tunnelbana men har provkörts på blåa och röda linjen och brukar köras parallellt med C20. 

## Namn
Vagnen hade ursprungligen namnet Inkognito. Den 22 maj 2012 ändrades dock namnet till Elvira då C20 2012 som tidigare hetat Elvira fick namnet Estelle med anledning av prinsessan Estelles dop.

## Framtiden
C20F trafikerar fortfarande på gröna linjen och det är oklart vad som ska hända med vagnen i framtiden. Alla C20-vagnarna har renoverats och eftersom vagnen har bland annat annorlunda display, väggsidor och ledstänger är det oklart om den kan genomgå samma renovation. Om man skulle renovera vagnen skulle den inte bli identisk med de övriga renoverade C20-vagnarna. Antingen kommer vagnen att skrotas eller att användas som en ny snöblåsvagn. Idag används gamla och slitna C13-vagnar som snöblåsvagnar så C20F skulle kunna ersätta dem. Inget är beslutat ännu.

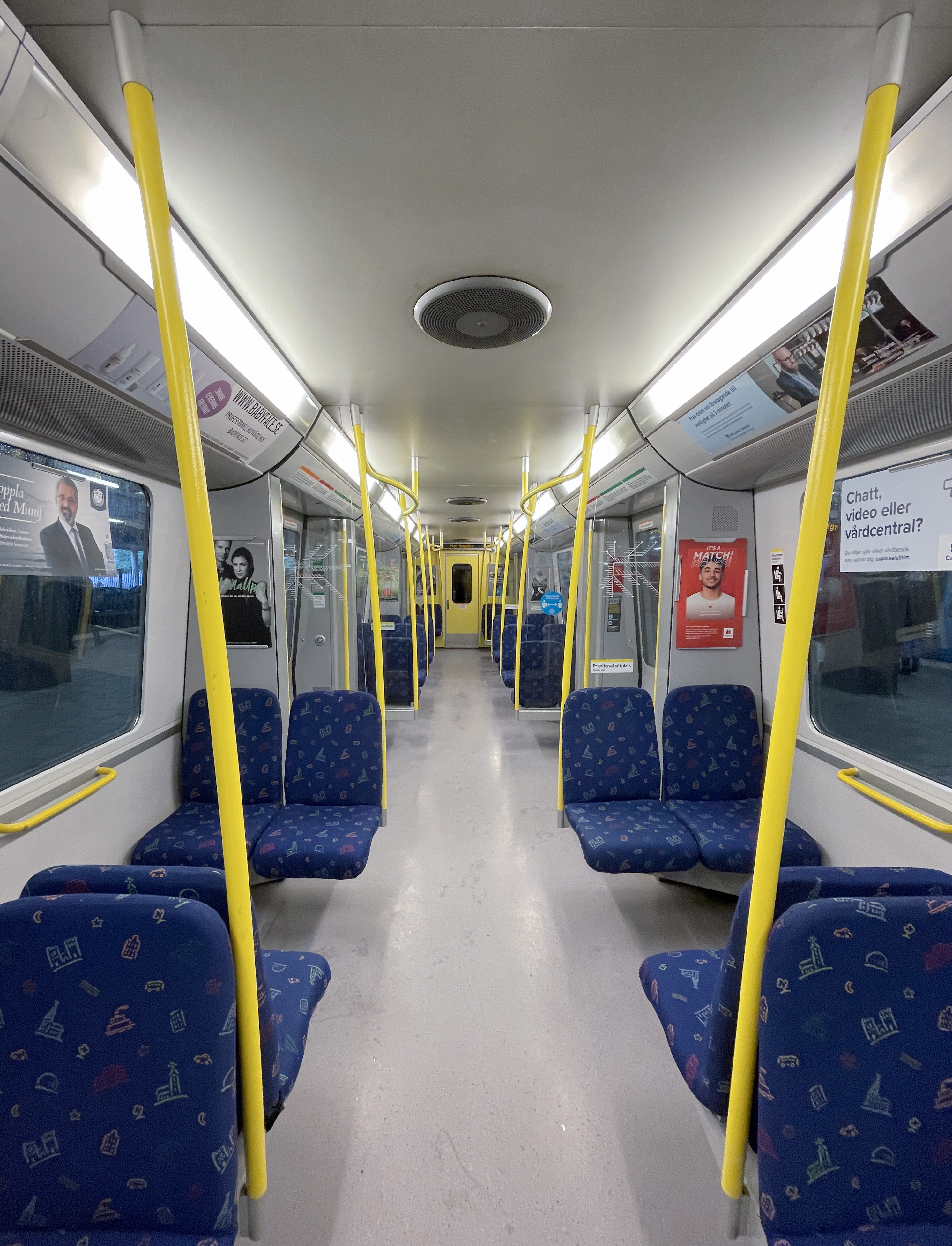
C20F interiör

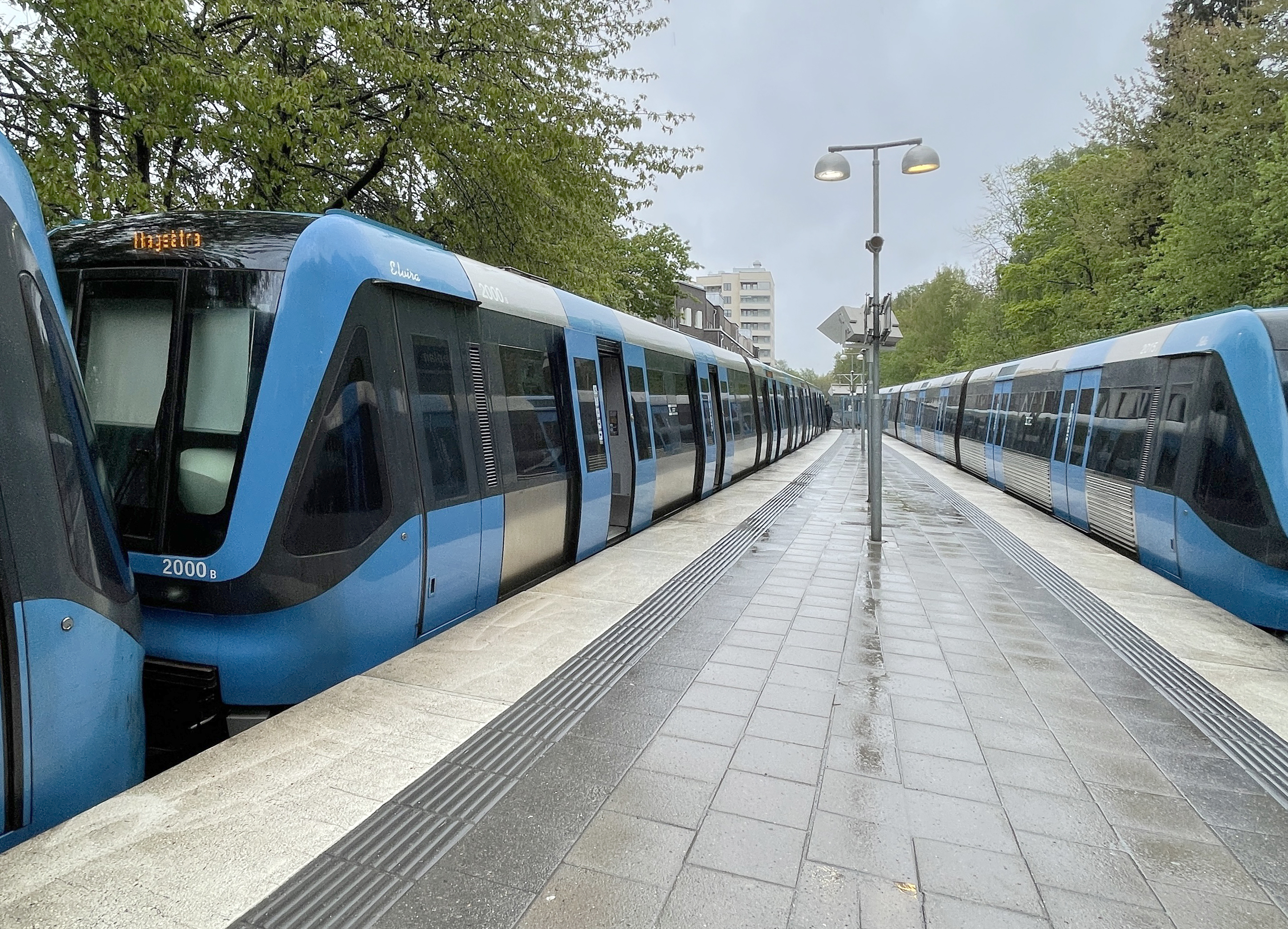
C20F vid station Brommaplan.

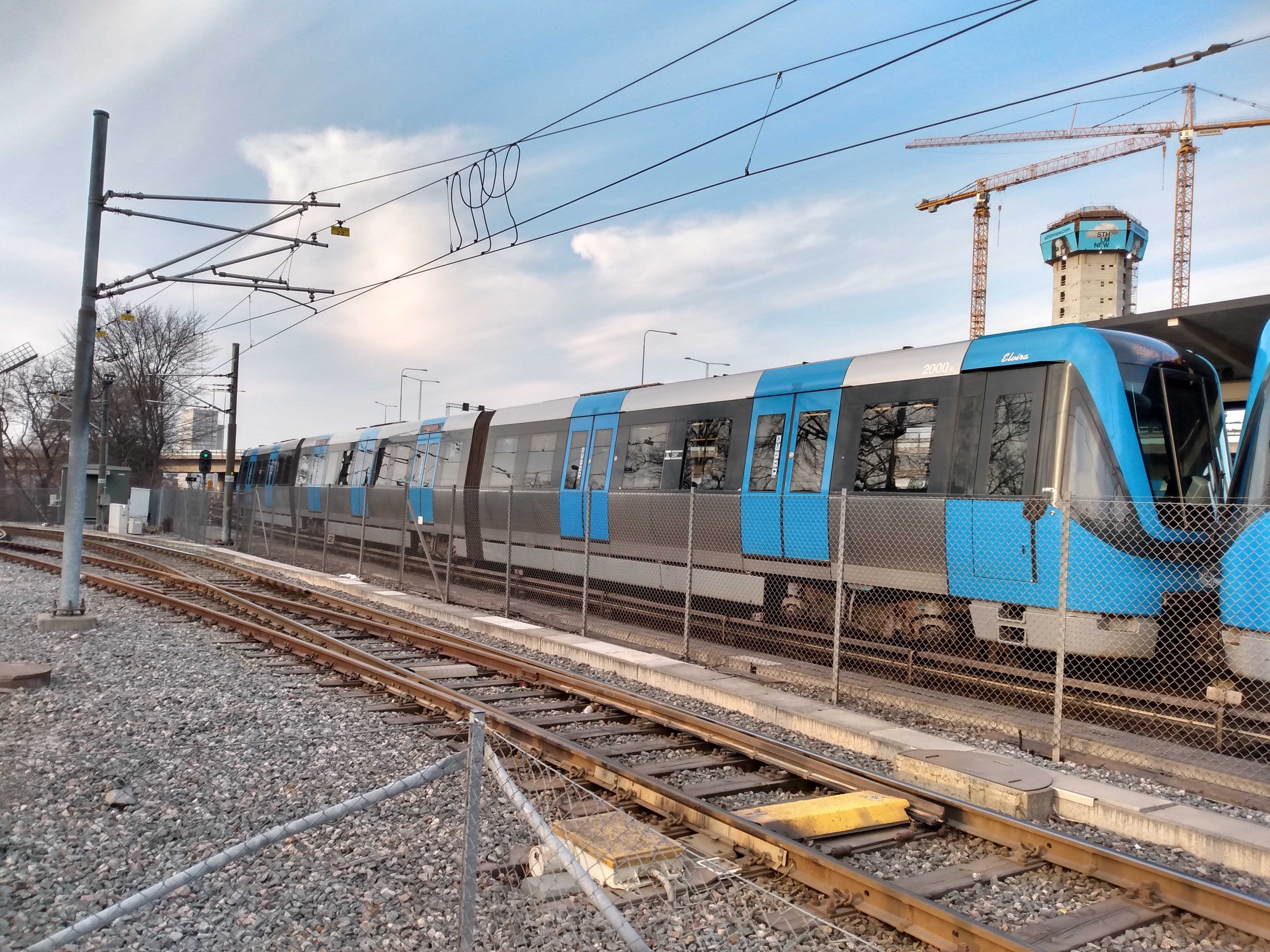
C20F vid station Gullmarsplan.